# Green Dolphin Street
Green Dolphin Street (bra: A Rua do Delfim Verde) é um filme norte-americano de 1947, do gênero aventura, dirigido por Victor Saville e estrelado por Lana Turner e Van Heflin.
O filme é baseado no romance "Green Dolphin Country" (1944), de Elizabeth Goudge, vencedor do primeiro MGM Annual Novel Award, um novo jeito de adquirir os direitos de uma obra antes de sua publicação. Os últimos ganhadores nunca foram filmados.

## Sinopse

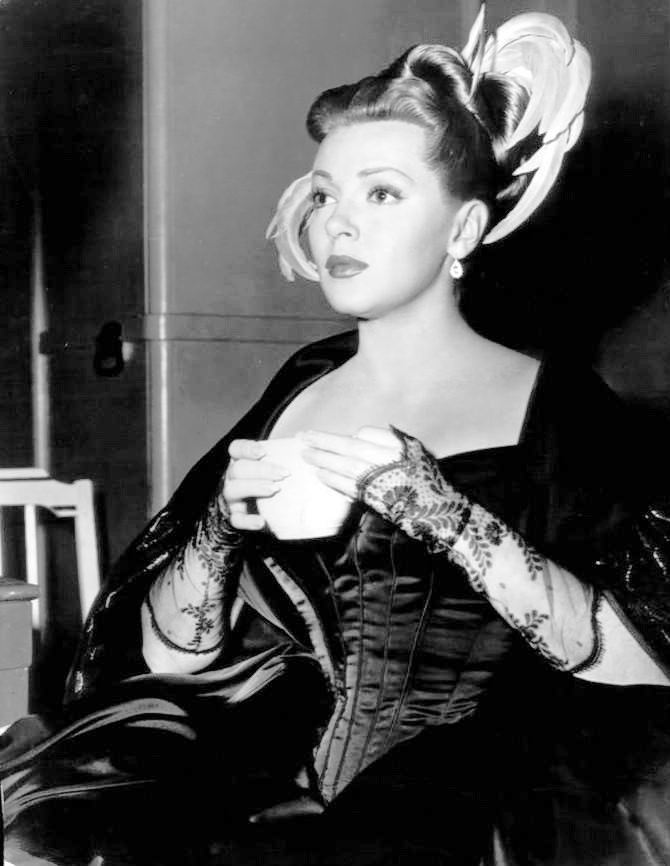
Lana Turner no set de filmagens.

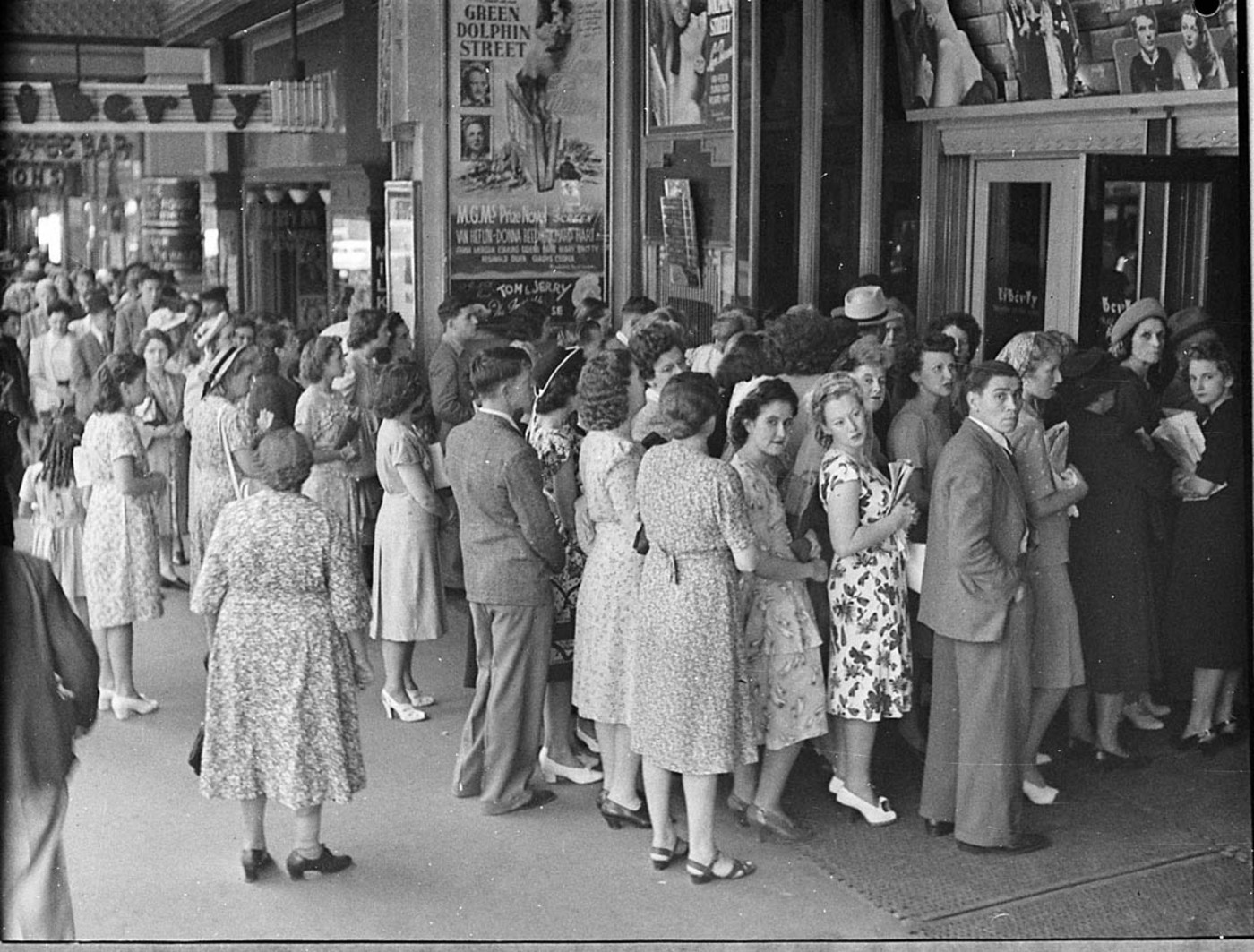
Estreia do filme em Sydney, Austrália.

1840. Em uma ilha próximo a Terra Nova, as irmãs Marianne e Marguerite, filhas do rico Octavius Patourel, apaixonam-se pelo neozelandês William Ozanne. William está mais interessado em Marguerite, daí que Marianne o convence a alistar-se na Marinha Britânica e servir na China. William, porém, perde a saída do barco e torna-se um fugitivo. Com o amigo Timothy Haslam, ele monta uma madeireira na Nova Zelândia. Certa noite, ele escreve para Marguerite, pedindo-a em casamento. Como estava bêbado, usa o nome da outra irmã, por engano! Ao receber a carta, Marianne acredita ser a escolhida e decide partir ao seu encontro. Enquanto isso, Timothy, secretamente, anseia por Marguerite...

## Premiações
| Patrocinador                                  | Prêmio | Categoria                                                                                         | Situação          |
| --------------------------------------------- | ------ | ------------------------------------------------------------------------------------------------- | ----------------- |
| Academia de Artes e Ciências Cinematográficas | Oscar  | Melhor Fotografia (preto e branco) Melhor Edição Melhor Mixagem de Som Melhores Efeitos Especiais | Indicado Vencedor |

## Elenco
| Ator/Atriz      | Personagem           |
| --------------- | -------------------- |
| Lana Turner     | Marianne Patourel    |
| Van Heflin      | Timothy Haslam       |
| Donna Reed      | Marguerite Patourel  |
| Richard Hart    | William Ozanne       |
| Frank Morgan    | Doutor Edmond Ozanne |
| Edmund Gwenn    | Octavius Patourel    |
| Dame May Whitty | Madre Superiora      |
| Reginald Owen   | Capitão O'Hara       |
| Gladys Cooper   | Sophie Patourel      |
| Moyna MacGill   | Senhora Metivier     |
| Linda Christian | Hine-Moa             |
| Bernie Gozier   | Jacky-Poto           |
| Patrick Aherne  | Kapua-Manga          |
| Al Kikume       | Maori                |
| Edith Leslie    | Irmã Angelique       |